# Sanseong-dong, Seongnam
Sanseong-dong (koreanska: 산성동) är en stadsdel i staden Seongnam i provinsen Gyeonggi strax söder om huvudstaden Seoul. Den ligger i stadsdistriktet Sujeong-gu